# Avenida Rio Branco (São Paulo)
La avenida Rio Branco es una importante vía del centro de la ciudad de Sao Paulo, Brasil. Se extiende de sureste a noroeste durante casi dos kilómetros recorriendo los barrios de Campos Elíseos y Santa Ifigenia en los distritos de Santa Cecília y República de la subprefectura de Sé . Inicia en el Largo do Paiçandu y termina en el cruce con la rua Dr. Elias Chaves.

## Historia
Hacia 1860, esta avenida era un camino conocido como "Alameda dos Bambus".
Con el tiempo, pasó a llamarse "Rua dos Bambus" y luego pasó a tener dos nombres a lo largo de su recorrido: Alameda dos Bambus y Rua Visconde do Rio Branco (en honor a José Maria da Silva Paranhos, estadista, diplomático, militar, padre del Barón de Río Branco) y más tarde, Rua Visconde de Río Branco y Alameda Barão de Río Branco (en honor a José Maria da Silva Paranhos Júnior, patrón de la diplomacia brasileña). 
El cambio de nombres y los homenajes al padre, Visconde do Rio Branco, y más tarde a su hijo, Barão do Rio Branco, son evidentes en las leyes, actas y planos de la ciudad de São Paulo de diferentes épocas. En el Plano de la Ciudad de São Paulo de 1881, aparece el nombre de Rua dos Bambus, a partir del Largo do Paysandú hasta su confluencia con la Alameda Glete, ya que no hay continuidad en el trazado.
En el Plano General de la Capital de São Paulo de 1897, la avenida aparece con dos nombres a lo largo de su recorrido: como Rua Visconde do Rio Branco, desde el inicio en el Largo do Paysandú hasta la intersección con la Rua Duque de Caxias, donde empieza a aparecer como Alameda dos Bambus. En el Plano General de la Ciudad de São Paulo de 1905, también aparece como Alameda dos Bambus y Visconde do Rio Branco. La Ley 1033 del 7 de agosto de 1907 denomina la antigua Alameda dos Bambus como Alameda Barão do Rio Branco.
La Ley 972, de 24 de agosto de 1916, oficializó las calles, avenidas y plazas y sus respectivos nombres, de acuerdo con el Plano de 1916 de la Ciudad de São Paulo, que incluía los nombres Alameda Barão do Rio Branco y Rua Visconde do Rio Branco.
La Ley 4068, de 31 de diciembre de 1954, renombró toda la longitud de la antigua Rua Visconde do Rio Branco y Alameda Barão do Rio Branco como "Avenida Rio Branco".